# 軍法会議
軍法会議（ぐんぽうかいぎ、court martial）とは、主として軍人に対し司法権を行使する軍隊内の機関。一般的には軍の刑事裁判所として知られる。軍事裁判所、軍事法廷とも。

## 概要

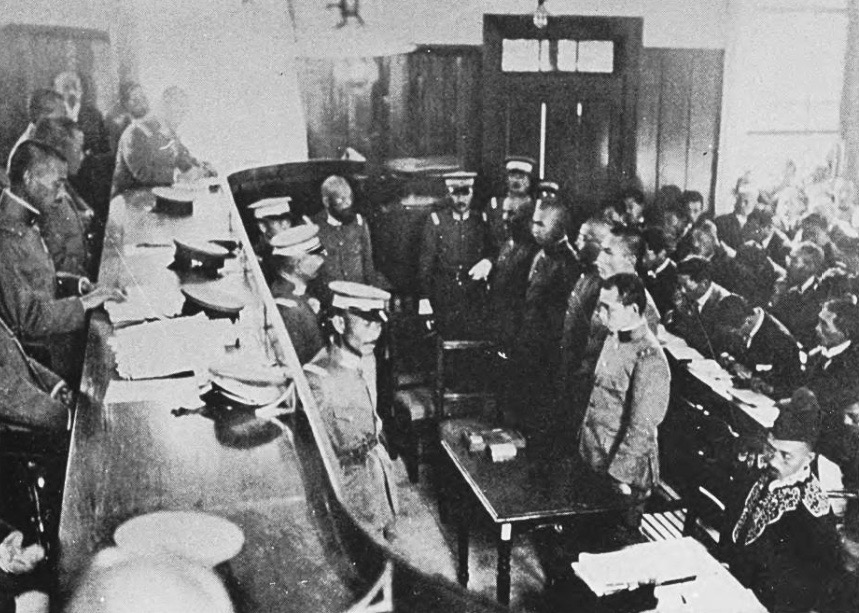
日本の軍法会議。甘粕事件の公判（1923年）。

多くの国においては、当該国の軍隊について軍法会議が設置されている。その主たる目的は軍紀（軍人軍属の紀律）を維持することにあるが、近代以降では副次的に軍人の権利擁護も目的となる。また、軍法会議とともに軍紀の維持を達成するための機関として、軍隊内には警察機関（憲兵）や検察機関（法務士官）、軍事刑務所・矯正機関といった一連の刑事機構・司法機関が設けられている。
軍紀を維持する機関は古代から存在している。例えば、日本でも戦目付にそれを見ることができる。軍法会議については、イングランドのエドワード1世の法律（1279年）に軍法会議の規定を見つけることができる。近代法的な軍法・軍法会議は、1621年にスウェーデンのグスタフ2世が定めた法典が始まりといわれ、諸国に影響を与えた。
裁判管轄、行使する司法権その他各種制度機構は、国により異なる。例えば、大日本帝国憲法下の日本では軍事司法権として一般の司法手続きから完全に独立していたが、アメリカ合衆国では独立しておらず、連邦最高裁の審査が及ぶ。通常裁判に比べると、職業裁判官ではない軍人が裁判官役を担う、機密保持などの理由から審理が非公開、迅速性を重視して上訴が制限されるなど手続保障が弱い傾向がある。軍法会議を常設はしていない国もある。戦時に軍人以外を軍隊が裁く準司法機関として軍律会議の制度を有する例もある。

## 各国の軍法会議

### 日本

#### 大日本帝国陸海軍

##### 沿革
日本の軍法会議は、1869年に兵部省に置かれた「糺問司（きゅうもんし）」をはじめとする。その後、1872年に陸海軍に「軍事裁判所（陸軍裁判所・海軍裁判所）」が設置され、1882年には「軍法会議」になった。1883年には「陸軍治罪法」（刑事訴訟法に相当する）、1884年には「海軍治罪法」が制定され、1921年に陸海軍治罪法を廃止し、新たに「陸軍軍法会議法」・「海軍軍法会議法」を制定した。
1941年に太平洋戦争が始まると、1944年7月までに高等軍法会議を除く、全ての常設軍法会議は廃止され、臨時軍法会議に移行した。戦局の悪化と共に、敵中に孤立する部隊が増加し、1945年になると法務官不在でも軍法会議が開廷できるように処置された。同年の厚木航空隊事件で小園安名らが裁かれたのが、日本海軍最後の軍法会議となった。内地の軍法会議は1945年12月に廃止され、その記録は全て地方裁判所に移管された。外地においては1947年2月まで、軍法会議は存続し、終戦後でも、敵前逃亡や上官殺傷などで審判が行われる例は少なくなかった。
「第一復員裁判所及第二復員裁判所令」（1945年11月24日勅令第658号）により、高雄警備府軍法会議を除く軍法会議が廃止され、復員裁判所が臨時に設置された。更に「昭和二十年勅令第五百四十二号「ポツダム」宣言ノ受諾ニ伴ヒ発スル命令ニ関スル件ニ基ク陸軍軍法会議法、海軍軍法会議法及第一復員裁判所及第二復員裁判所令廃止ニ関スル件」（1946年5月18日勅令第278号）が制定され、1947年の陸軍刑法廃止にともなう同法の改正により、日本の軍法会議制度は完全に消滅した。

##### 制度趣旨
軍法会議の目的は、「軍隊指揮権を強固に維持し、指揮命令系統を守る」ことにある。必ずしも真実発見が優先される訳ではない。したがって軍隊指揮権者と、軍法会議長官とは必ず兼任される。大日本帝国軍の軍法会議の場合、親補職にある軍隊指揮官（具体的には師団長以上）が軍法会議長官となり、検察官による捜査・公訴を指揮した。
もっとも、軍法会議は天皇の統帥大権に拠るものではなく、天皇の司法大権に拠るものと考えられたため、通常裁判所と同様に、被告人の防御権にも配慮が払われた。具体的には、弁護人依頼権の保証、重罪事件における必要的弁護制度・会議公開の原則・上訴権の保障である。

##### 構成

###### 軍法会議の種類
軍法会議は原則として、現役軍人・軍属及びそれに準じる者（召集中の軍人・俘虜）を対象とし、民間人は共犯である場合や軍関係のからむ特定の犯罪の場合に限られていたが、戦時及びそれに準じる場合（事変）であれば、その必要に応じて管轄されることがあった（陸軍軍法会議法第6条）。常設軍法会議として、陸軍では高等軍法会議（長官は陸軍大臣）、軍軍法会議（長官は軍司令官）、師団軍法会議（長官は師団長）があり、海軍では高等軍法会議（長官は海軍大臣）、東京軍法会議（長官は海軍大臣）、鎮守府軍法会議（長官は鎮守府司令長官）、警備府軍法会議（長官は警備府長官）、艦隊軍法会議（長官は艦隊司令長官）が置かれていた。
それ以外に戦時・事変に際して臨時に、一定の部隊や地域に設置される特設軍法会議が存在した。
高等軍法会議の場合、兵科将校より任命される判士3名と、法曹資格を取得して軍に任用された法務官（文官、1943年以降は武官たる法務将校）2名が裁判官として合議体を構成した。それ以外の常設軍法会議では、判士4名・法務官1名が定数である。少将以上を被告とする事件は、高等軍法会議の所管であった。
特設軍法会議は主に最前線などで簡易に処罰を行うために設置された物であり、軍の少尉以上の士官が3人集まればどのような場所でも即時開催可能であった。対象となる行為が敵前逃亡や抗命などの重罪である場合がほとんどであり、弁護・公開・上告は認められていなかった。
二・二六事件では、軍法会議法ではなく、緊急勅令によって設置された東京陸軍軍法会議で審判が行われたので、非公開・一審のみの裁判となった。
太平洋戦争では戦況の悪化に伴い、食糧補給が無いので食料を探しに部隊を無断で離れる兵士も多くなり、上官殺傷で軍紀の乱れが有り、軍法会議にかけず処刑された兵士も多く、変死、平病死、特攻として死に追いやられた。

###### 判士制度
日本の軍法会議は、法律知識に乏しい兵科将校たる判士が裁判官となっていたことについて、批判を受けることがある。判士の階級は、「下級者は上級者を審判せず」との原則によって、被告人と同等か、それ以上の階級のものが選定された。
法律知識に乏しい判士のみによる裁判では、適正手続の保障が十分ではないことから、法曹資格を有する法務官を検察官として訴追を行わせ、また法務官を裁判官に加えることで裁判の適正を担保しようとしていた。裁判長は判士がつとめた。弁護人は原則として弁護士から選任された。

#### 自衛隊
1947年（昭和22年）5月3日に施行された日本国憲法第76条第2項において特別裁判所の設置が禁じられているため、1954年（昭和29年）7月1日の創設以降、陸海空自衛隊に軍法会議は存在しない。ただし、最高裁判所を頂点とする裁判所体系に組み込むことで特別裁判所の設置には当たらなくなるため、法的にその設置が不可能である訳ではない。現在自衛官・自衛隊員による犯罪は、たとえ自衛隊法に規定されたものであっても、警務官が捜査を行った上で、検察官に送致し、一般の日本の裁判所で裁かれる。

### アメリカ合衆国

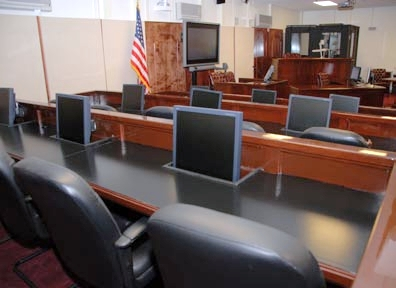
グアンタナモ米軍基地内の軍事法廷

アメリカ軍においては、統一軍事裁判法に基いて招集され、犯したとされる罪状や訴追された者の階級により、高等（師団長（少将）以上が招集し、すべての者の重大な犯罪が対象）・特別（旅団長（大佐）以上が招集し、すべての者の重大ではない犯罪が対象）・簡易（大隊長（中佐）以上が招集し、下士官以下の者の重大ではない犯罪が対象）の三つに分かれる。
一般的な刑事裁判と類似してはいるが、相違点として、
1. 審理は、軍判事が単独、あるいは被告人の上官が複数で行うこと。
2. 有罪と認定され、会議の招集権者がそれを承認することで有罪が確定すること。

などがある。
アメリカ軍では軍法会議の前に査問委員会が開かれて証拠集めや調書の作成などが行われる。査問委員会は第一審に相当するが裁判には当たらないため、陪審員は選出されない。査問委員会で軍法会議で審議するほどの重大な事件では無いと判断された場合（通常の刑法で不起訴処分に該当する）には統一軍事裁判法第15条に基づいて懲戒処分にされる場合が多い。えひめ丸事故では統一軍事裁判法第15条による減給処分のみで軍法会議は開かれていない。また、査問委員会においても、原告・被告の司法取引が合意に至れば、査問委員会の決定によらずに処分が確定する。
査問委員会で軍法会議にかけると決定が下されたときに、正式に軍法会議が開かれる。軍法会議は第二審に相当し正式の裁判に当たるため、軍人（階級は問わない）から陪審員が選出される（米国民は、陪審による裁判を受ける権利が憲法によって保証されているため）。陪審員は、事実認定および訴因に対する有罪・無罪の判断を行う。なお、軍法会議においても、原告・被告の司法取引が合意に至れば、判事の判決によらずに処分が確定する。上訴（最終審）は、軍法会議の判決に憲法あるいは法令の重大な判断誤りがある場合や、被告に十分な弁護の機会が与えられなかった場合などに限られる。
ベトナム戦争中のソンミ村虐殺事件では多くの乳幼児を含む504名のベトナム住民が惨殺されたにもかかわらず、軍法会議は指揮をとったウィリアム・カリー中尉に当初終身刑の判決を出し最終的には3年半の懲役期間で仮釈放を行っているなど、戦時における殺人罪に対して甘いとも批判された判決も出されている。また、1955年に米軍統治下の沖縄・嘉手納村（現在の沖縄県中頭郡嘉手納町）で発生した「由美子ちゃん事件」では、事件当時嘉手納基地所属の軍曹だった男が軍事法廷で死刑判決を言い渡されたが、本国へ送還後、アイゼンハワー米大統領の裁決によって「仮釈放を認めない重労働刑45年」に減刑され、後に「仮釈放を認めない」という条件も反故にされる形で仮釈放を認められ、死後に米政府から墓石提供を受けていたことが判明している。
1976年以降に死刑判決を受けた軍人が7名いるが、1961年4月以来執行されていないため、この7名については事実上無期禁錮刑同様になっており、現在のアメリカ軍では死刑は停止状態になっている。
第二次世界大戦の際、徴兵されて最前線の部隊に配属されたエドワード・スロヴィクが後方部隊に転属を願い出たものの、上官が拒否したため脱走を図り、軍法会議の結果死刑に処された。これが、南北戦争から現在までのアメリカ軍における脱走・敵前逃亡で死刑判決を受けて、実際に銃殺が執行された唯一の例である。

### スロバキア
スロバキアでは民主化・連邦解消後も特別裁判所の軍事裁判所（Vojenský súd）制度が維持され、トレンチーンに高等軍事裁判所（Vyšší vojenský súd）が、西部、中部、東部の各軍司令部ごとに合わせて8つの軍事巡回裁判所（Vojenské obvodové súdy）が置かれた。スロバキア共和国軍人、国内の他国軍人、戦争犯罪人による犯罪のほか、刑事訴訟法の規定により、武力保有組織である内務省所管の国家警察隊（Policajný zbor）、刑務法務隊（Zboru väzenskej a justičnej stráže）、運輸郵政通信省所管の鉄道警察（Železničná polícia）の各警察職員と、国家安全保障局職員、スロバキア情報庁（Slovenská informačneá službá）職員、税関職員による犯罪も裁判対象とし、軍検察が訴追した（非武装の自治体警察は対象外）。
社会主義時代の名残で、欧州連合加盟国では唯一、通常裁判所で警察官の犯罪を裁くことができない司法制度となっていたが、2008年3月の刑事訴訟法改正で刑務法務隊以外の非軍人を軍事裁判所の管轄から除外。軍事裁判所制度も2009年4月に廃止され、所轄の通常裁判所に統合された。

### オランダ
オランダでは軍人軍属の犯罪はアーネムにある一般裁判所の特別軍事部門によって審理される。当該部門における裁判は軍人の判士一名と文民裁判官二名の合議体によって行われる。

## 敗北責任と軍法会議
国によっては、軍法などにおいて、戦闘に敗北したことを犯罪とする規定を置いていることがある。その場合、軍法会議において敗北責任が裁かれることになる。逆にかかる規定が無い場合、敗北責任について軍法会議で裁き刑事罰を与えることは、近代においては罪刑法定主義の観点から問題がある。
軍法会議で敗北の責任を問われ銃殺刑になった例として、ジョン・ビング提督（John Byng:イギリス海軍）が挙げられる。
日本では、陸軍刑法や海軍刑法には、敗北や拙い戦術指揮そのものを犯罪とする規定は置かれなかった。敗北につながるような指揮官の行為を処罰する規定としては、敵を有利にする目的の利敵行為を罰する規定や、部隊を率いての降伏や守備位置離脱を罰する辱職罪などの限定的な規定があった。なお、ノモンハン事件での井置栄一中佐のように自決を強要される場合があった。一方でミッドウェー海戦で敗北した山口多聞提督が退艦せず艦と運命をともにしたように、指揮官が自責として自決する事態もあった。

### 副産物
敗北責任を問う軍法会議では各局面での指揮命令の妥当性及び彼我の戦力状況・装備の効果なども軍事の専門家で構成される判士達により検討される。このため実戦に基づく戦訓や兵装の不具合・改良点の発見などが副産物として得られる場合もある。

## 軍法会議の問題点
軍法会議には以下のような問題点も指摘される。
1. 軍という狭い組織の中で行われるため、どうしても「身内同士のかばい合い」や「組織防衛」が起こりがちで、外部からの不信を招きやすい（ソンミ村虐殺事件、えひめ丸事故）。果ては占領中の沖縄で1945年、軍法会議の有罪評決をワシントンの本省が破棄し無罪とした事例があった事も確認された[5]。
2. 下士官兵などは厳格に裁かれることが多い一方、将校、特に高級将校に対する判決は寛大であることが多く、軍内部で上層部への反感が生まれることが多い（富永恭次など）。
3. 政治的な理由などにより、法や量刑相場にそぐわない恣意的な判決が出ることがある（チャールズ・ジェンキンス）。このような問題点があるため、現在のドイツ連邦共和国のように「軍刑法」のみ定め、「軍法会議」自体は廃止している国もある。

## 軍法会議を取り扱った作品
- 軍法会議 (1955年の映画)（The Court Martial of Billy Mitchell、1956、アメリカ合衆国）：主演ゲイリー・クーパー
- バファロー大隊（Sergeant Rutledge、1960、アメリカ合衆国）：監督ジョン・フォード
- 犯罪捜査官ネイビーファイル(原題JAG アメリカ合衆国)
- ア・フュー・グッドメン(A Few Good Men, 1992、アメリカ合衆国)
- 英雄の条件(Rules of Engagement, 2000、アメリカ合衆国)
- NHKスペシャル「戦場の軍法会議～処刑された日本兵～」（2012、日本）[6]